# Valdir de Araújo
Valdir de Araújo (São João do Araguaia) é um poeta cordelista na cidade de Marabá, no Pará.

## Biografia
O pai de Valdir de Araújo mudou-se do nordeste brasileiro para São João do Araguaia (sudeste paraense) no início da década de 1970, em busca de terras para morar e plantar. Após o nascimento de Valdir e por não ter conquistado uma propriedade, a família mudou-se para o município de Marabá e, em seguida, para Brejo do Meio (com o Movimento Sem Terra).
Valdir formou-se professor e passou a escrever as histórias que ouvia na infância, nos acampamentos do Movimento Sem Terra, retratando testemunhos de agricultores. Ele também escreveu sobre a Guerrilha do Araguaia.

## Obras
- 2011 - Brejo do Antes & Agora,[3]
- 2022 - Lágrimas de Potira,[4]
- ? - Primeiro Amor (Poesias e Poemas),[3]
- ? - Itacaiúnas & Tocantins.[3]

## Reconhecimento
- Membro da Academia de Letras Brasil (ALB), seccional Sul e Sudeste do Pará.[1][5][6]